# Distrikt Huancas
Der Distrikt Huancas ist der kleinste der 21 Distrikte, aus denen die Provinz Chachapoyas in der Region Amazonas in Nord-Peru besteht. Der Distrikt hat eine Fläche von 45,1 km². Beim Zensus 2017 lebten 1258 Menschen im Distrikt. Im Jahr 1993 betrug die Einwohnerzahl 461, im Jahr 2007 809. Sitz der Distriktverwaltung ist die 2590 m hoch gelegene Ortschaft Huancas mit 1239 Einwohnern (Stand 2017). Huancas befindet sich 6 km nördlich der Provinz- und Regionshauptstadt Chachapoyas. 
Der Distrikt Huancas befindet sich an einem Ort, an dem die hohen Berge in Richtung des Flusses Río Sonche langsam abflachen.
Der Patron des Dorfes ist der „Señor de los Milagros“, weshalb das Dorffest am 18. Oktober stattfindet.

## Geographische Lage
Der Distrikt Huancas liegt im nördlichen Westen der Provinz Chachapoyas. Im Norden grenzt der Distrikt Huancas an den Distrikt Distrikt Valera (Provinz Bongará), im Osten an den Distrikt Sonche, im Süden außerdem an den Distrikt Chachapoyas sowie im Westen an die Distrikte Luya und den Lámud (beide in der Provinz Luya).

## Ortschaften
Neben dem Hauptort gibt es folgende Dörfer und Gehöfte im Distrikt:
- Cacapunta
- La Hoya
- La Pitaya
- Maray Pampa
- Pacchapampa
- Yunga